# گریم ۶۹۱۲
سیارک ۶۹۱۲ (به انگلیسی: 6912 Grimm، نامگذاری:1991GQ2) شش هزار و نهصد و دوازدهمین سیارک کشف شده‌است که در ۸ آوریل ۱۹۹۱ کشف شد.
قدر مطلق سیارک برابر ۱۲٫۹۰ است.